# Hudodelci
Pour plus de détails, voir Fiche technique et Distribution.
Hudodelci est un film yougoslave réalisé par Franci Slak, sorti en 1987.

## Synopsis
Après l'assassinat de son père par les Nazis, Peter Berdon rejoint un groupe de stalinistes.

## Fiche technique
- Titre : Hudodelci
- Réalisation : Franci Slak
- Scénario : Joze Dolmark, Franci Slak d'après le roman de Marjan Rožanc
- Musique : Laibach
- Photographie : Boris Turkovic
- Montage : Vuksan Lukovac
- Société de production : Art Film 80 et Viba Film
- Pays :  Yougoslavie
- Genre : Drame
- Durée : 90 minutes
- Date de sortie : 
  - Yougoslavie : 28 octobre 1987

## Distribution
- Mario Šelih : Peter Bordon
- Anja Rupel : Stefka
- Bata Živojinović : Preiskovalni
- Rade Šerbedžija : Raka
- Elizabeth Spender : Florence
- Mustafa Nadarević : Ljuba Kurtovic
- Zijah Sokolović : Mose
- Boris Bakal : l'officier Jovanovic

## Distinctions
Le film a été présenté en sélection officielle en compétition lors de Berlinale 1988.